# 越南共和國軍
越南共和國軍（越南语：／，簡稱，縮寫）是越南共和國（南越）的國家軍隊，常稱作南越軍、南越政府軍，中華人民共和國曾稱其“南越伪军”。自1955年10月法國殖民時期結束、越南共和國成立而開始負責越南南部的防衛任務，直至1975年4月西貢陷落、越南戰爭結束後瓦解為止。

## 概述
在吳廷琰於1955年12月26日宣布成立越南共和國政權後，越南共和軍隊於30日正式建軍，其前身——越南國軍（Quân Đội Quốc Gia Việt Nam），是由法屬印度支那時期的地方輔助部隊（法語：Supplétifs）在1951年7月改組成。1955年建軍後，主要由以下軍種組成：
- 越南共和國陸軍（Lục quân Việt Nam Cộng hòa）
  - 別動軍（Biệt Động Quân，類似遊騎兵）
  - 特種部隊（英语：Army of the Republic of Vietnam Special Forces）（簡稱）
- 越南共和國海軍（Hải quân Việt Nam Cộng hòa）
  - 海軍陸戰師（Sư Đoàn Thủy Quân Lục Chiến）
- 越南共和國空軍（Không lực Việt Nam Cộng hòa）

南越政府所定的海陸空三軍任務為：保護越南共和政體及國家主權；提供國內安定環境，進而維持政治、社會秩序及法規；防衛新政權免於內部、外部威脅。最終目的則是統一日內瓦會議後便分為南北的越南。

### 軍事部署

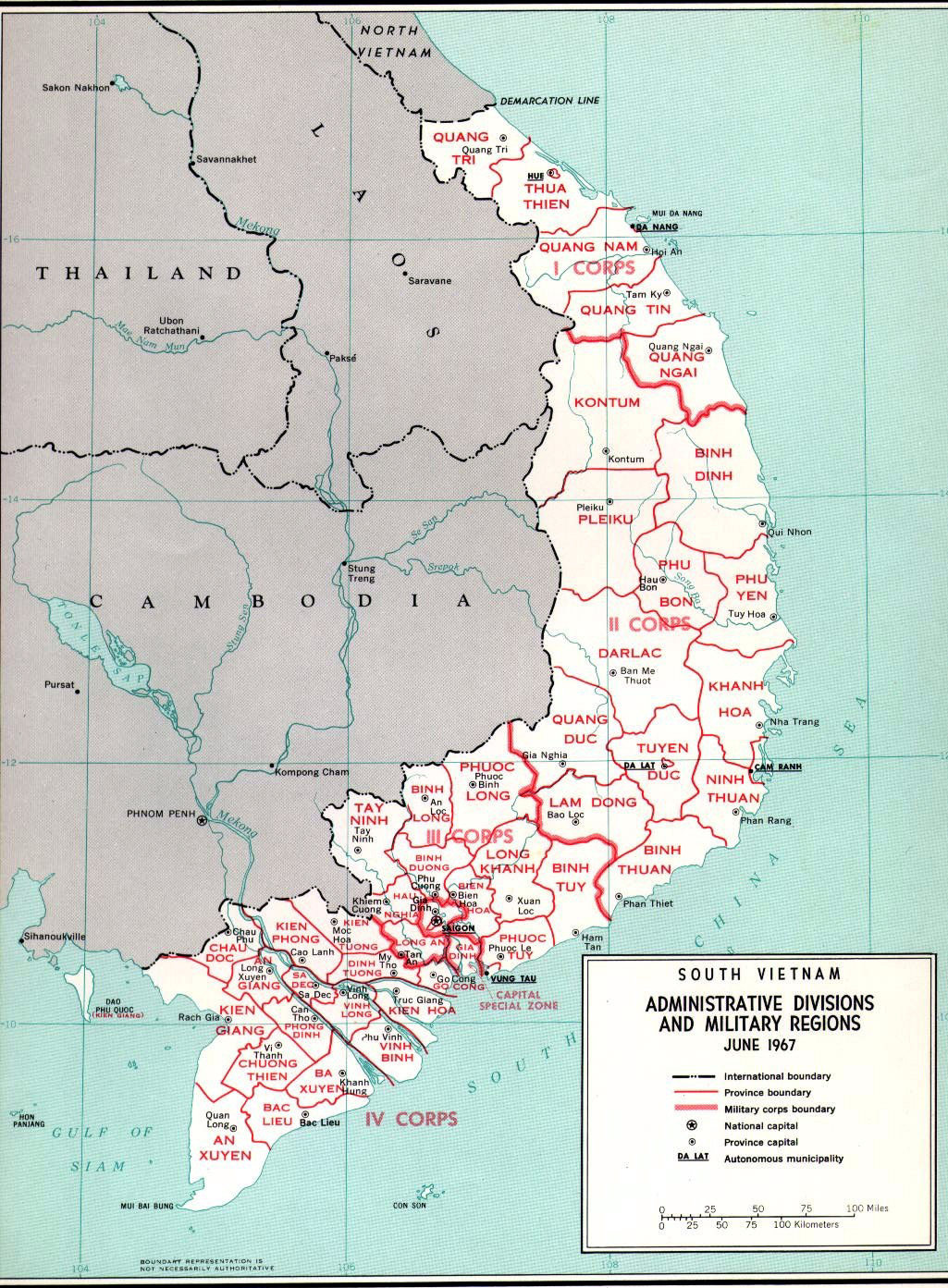
越南共和國行政區劃及軍事分佈圖，1967年6月。

## 延伸閱讀
- Jade Ngoc Quang Huynh, South Wind Changing, Graywolf Press, Minnesota 1994.
- Mark Moyar, "Triumph Forsaken: The Vietnam War, 1954-1965", Cambridge University Press, Cambridge, England, U.K., 2006.
- Neil L. Jamieson, Understanding Vietnam, The Regents of the University of California press, Berkeley and Los Angeles, California 1993.
- Nguyen Cao Ky, How we lost the Vietnam War, 1984.
- Tran Van Don, Our Endless War, Presidio Press, Novato, CA. 1978.